# Bigodinho
O bigodinho (nome científico: Sporophila lineola), também conhecido como estrelinha, cigarrinha ou bigorrilho, é uma ave passeriforme da família Thraupidae.

## Características
Mede cerca de 11 cm de comprimento. Vive em descampados, plantações e à beira de capoeira.

## Distribuição geográfica
É uma ave migratória no Espírito Santo e Paraná, aparecendo em dezembro para nidificar e sumindo em março e abril. No leste do Maranhão, aparece apenas de maio em diante. Observada no Piauí nidificando em maio. Também ocorre das Guianas e Venezuela à Bolívia, Paraguai e Argentina.